# 张伯苓故居
张伯苓故居是南开大学、南开中学等南开系列学校的创始人、爱国教育家张伯苓先生的住宅，位于当时的天津英租界的新加坡道（Singapore Road）39号（今和平区大理道87号）。

## 历史
张伯苓故居始建于1920年代中叶，是砖木结构的三层英式别墅，机砖墙身，多坡式瓦顶，属于折衷主义建筑风格。室内装潢均为菲律宾原产的木制地板、门窗和楼梯，并配有巴洛克式壁炉。房屋前后有宽敞的庭院。张伯苓夫妇于1950年9月15日从北京回到天津，租住于此。